# 6.8 Western
6.8 Western гвинтівковий набій центрального запалення, який розробили компанії Winchester Repeating Arms Company та Browning Arms Company. Його представили у 2021 році в якості набою для полювання на велику дичину, а також для цільової стрільби на далекі відстані.

## Історія
В 1925 році компанія Winchester представила набій .270 Winchester, до цього відомий як .270 WCF, створений на базі гільзи набою 30-06 Springfield шляхом обтиснення дульця гільзи до калібру .277" (6.8  мм). Хоча спочатку набій .270 Winchester не досяг миттєвого успіху з часом він став одним з найпопулярніших набоїв для полювання на велику дичину середнього розміру по всьому світу, завдяки своєму м'якому відбою та пласкій траєкторії на практичних відстанях для полювання. Набій .270 Winchester споряджений гостроносою кулею вагою 130 гран (8,4 г) має дулову швидкість 3,140 fps (957 м/с) при стрільбі зі стволу довжиною 24 дюйми (610 м), з заводським зарядом, що дає максимальну дальність прямого пострілу приблизно 337 ярдів (308 м) по цілі діаметром 8 дюймів (203 мм).
Єдиним конкурентом набою є набій .270 Weatherby Magnum, а тому він залишається найпопулярнішим набоєм у своєму класі протягом майже століття. До 2002 року компанія Winchester представила набій .270 Winchester Short Magnum, як частину нової лінійки набоїв Short Magnum, який був на 200 fps (60 м/с) швидше у пласкій траєкторії та приблизно на 50 ярдів (45 м)  далі на максимальній дальності прямого пострілу, крім того набій можна було заряджати в короткі затвори розраховані під набій .308 Winchester. Крім того, набій було розроблено для стрільби кулями вагою від 110 до 160 гран (7-10 г), які можуть бути стабілізовані в стволах з кроком нарізів 1:10, так як і набій .270 Win.
У 2007 році компанія Hornady запустила свій новий набій 6.5 Creedmoor, який було розроблено для використання в коротких затворах. Цей набій було розроблено для спортивних змагань, а не для полювання. В ньому використовували важкі кулі, яким для стабілізації потрібне більш швидке обертання. Незважаючи на це набій став на той час популярним серед мисливців, які полювали на велику дичину, загалом через розробку недорогих далекомірів, які зменшували переваги пласких траєкторій на середніх відстанях, оскільки стрільцю не потрібно було "вгадувати" відстань.
Базуючись на нових трендах з використанням куль з високим балістичним коефіцієнтом, крутих кроків нарізки стволів та коротких затворів, компанії Winchester та Browning в якості нової альтернативи розробили набій 6.8 Western.

## Конструкція набою
Набій 6.8 Western створено на базі гільзи набою .270 Winchester Short Magnum зі збільш скошеним плечем (зменшено об'єм заряду в гільзі), що потрібно для стволів з кроком нарізки 1:8 для стабілізації куль вагою від 165 до 175 гран (10-11 г).

## Продуктивність
Куля вагою 165 гран (10 г) набою 6.8 Western здатна досягти такої самої дулової швидкості, як і куля набою .270 Winchester вагою 150 гран (9 г). Високий балістичний коефіцієнт набою 6.8 Western давав пласку траєкторію на відстанях понад 600 ярдів (550 м), що може бути суперечливим для полювання.
Якщо відцентрувати кулю на 3 дюйми (7,62 мм) на відстані в 100 ярдів (90 м), вона буде на 4 дюйми (10 мм) нижче за центральну лінію на відстані в 300 ярдів (270 м) та на 54 дюйми (1371 мм) нижче на відстані в 600 ярдів (550 м) при цьому енергія залишалась 1500 ft/lb (2033  Дж), в той час, як куля вагою 130 гран (8 г) набою .270 Winchester має енергію приблизно 1200 ft/lb (1626 Дж), а куля вагою 180 гран (11 г) набою .300 Win Mag приблизно - 2000 ft/lb (2711 Дж).

## Використання у спорті
Набій 6.8 Western є достатнім для полювання на велику дичину середнього розміру, наприклад білохвостих та чорнохвостих оленів на значних відстанях. Завдяки високому балістичному коефіцієнту та щільності перетину набій також можна використовувати для полювання на вапіті та навіть лосів. Можливість використання набою в гвинтівках з короткими затворами, а також здатність ефективно протистояти бічному вітру робить його добрим варіантом для полювання в горіх.